# IVPP PA644
IVPP PA644, o abreviadamente PA644, es el nombre de catálogo de un cráneo fósil, bastante completo, de Lufengpithecus lufengensis, un hominoideo del Mioceno, encontrado en la provincia china de Yunnan, en los prolíficos yacimientos paleontológicos de hominoideos de Lufeng.

## Descubrimiento y descripción
En diciembre de 1978 fue descubierto dentro de la mina de lignito Shihuiba un cráneo bien preservado, aunque fragmentado, con la cara casi completa, a excepción de los huesos nasales que están perdidos, lo que da una apariencia de una cavidad mayor que la que realmente es, y con una antigüedad evaluada en unos ocho millones de años, lo que le engloba dentro del Tortoniense, en lo que fue llamado el Mioceno tardío.
La datación hace que coincida, de forma aproximada, en el tiempo con otros fósiles asiáticos: GSP 15000 en Pakistán y los Sivapithecus de Turquía. Y además son un poco más recientes que los Dryopithecus, RUD-77, en Hungría o los de Cataluña, en España.
En 1981 Lu, Xu y Zheng publicaron su estudio preliminar del cráneo donde atribuían los restos a la especie Sivapithecus yunnanensis.

## Reconocimiento de especie
Después de la atribución inicial a Sivapithecus yunnanensis, ocurrió un hecho que hizo cambiar el punto de vista de los estudiosos, respecto a este fósil y otros mucho: el reconocimiento, en la década de 1980, que los fósiles de Ramapithecus eran, realmente, hembras de Sivapithecus. Esto llevó a Wu a la creación de un nuevo género y especie, Lufengpithecus lufengensis, para dar cabida a la gran colección de fósiles de hominoideos recuperados en Lufeng en la década de 1970, entre ellos IVPP PA644. La especie fue reconocida por tener un muy alto grado de dimorfismo sexual, comparable al observado en los monos Cercopithecinae. Publicaciones anteriores y posteriores pueden, por tanto, hacer referencia a estos restos como Sivapithecus yunnanensis.